# Mikhaïl Ióssifovitx Gurévitx
|  | Aquest article tracta sobre l'enginyer aeronàutic. Per a l'escaquista vegeu Mikhaïl Gurévitx |

Mikhaïl Ióssifovitx Gurévitx (en rus: Михаи́л Ио́сифович Гуре́вич) (nascut el 31 de desembre de 1892 / 12 de gener de 1893 a Rubansxina, va morir el 25 de novembre de 1976 a Moscou), va ser un constructor aeronàutic soviètic.

## Biografia
Nascut en una família jueva dedicada a fer reparacions i tasques de manteniment en els cellers de la petita ciutat de Rubansxina (óblast de Khàrkiv), es va graduar a l'escola secundària d'Ajtyrka l'any 1910, obtenint una medalla de plata, i ingressant a continuació en el departament de matemàtiques de la Universitat de Khàrkiv. Després d'un any d'estudis, és expulsat de la universitat i obligat a abandonar la regió per haver participat en activitats revolucionàries, per la qual cosa decideix traslladar-se a França i continuar la seva educació a la Universitat de Montpeller.
Durant una visita a la seva família l'estiu de 1914, esclata la Primera Guerra Mundial. Això i més tard la Guerra Civil Russa interrompria la seva educació, que reprendria anys més tard tornant a la Universitat de Járkov, on es graduà el 1925 amb un diploma en Física i Matemàtiques, treballant com a enginyer per a la companyia estatal "Calor i Energia".
L'any 1929 Gurévitx es trasllada a Moscou i ingressa a l'oficina d'estudis de Polikàrpov, l'OKB-1. El 1937 dirigeix un dels equips de disseny i el 1939 es posa al capdavant de l'OKB, compartint les tasques de direcció amb Artiom Mikoian. Comença llavors una cooperació fructífera, que dona com a resultat uns avions de combat d'excel·lents prestacions, els MiG. El 1958 passa a dirigir en solitari l'OKB, romanent en el càrrec fins a 1964, any en el qual va rebre un doctorat en ciències. Gurévitx va establir les bases matemàtiques que van propiciar l'èxit de l'OKB Mikoian-Gurévitx. Gràcies als seus càlculs, els avions MiG tenien unes excel·lents prestacions quant a ascens i altitud màxima de vol, especialment a altes velocitats.
Com a recompensa pels seus treballs, va rebre l'Orde de Lenin i va ser nomenat Heroi del Treball Socialista. Va rebre també el Premi Stalin els anys 1941 (pel MiG-1), 1947, 1948 i 1949.
Nota: Les dates dobles indiquen en primer lloc la data segons el calendari julià en vigor fins a la Revolució d'Octubre (1917) i en segon lloc, la data segons el calendari gregorià, utilitzat en els països occidentals des dels segles xvi i xviii.